# Поцко Васев
Поцко (Паско) Васев е български революционер, четник, деец на Вътрешната македоно-одринска революционна организация.

## Биография
Поцко Васев е роден в 1873 година в село Дедино, Радовишко, тогава в Османската империя, днес в Северна Македония. Влиза във ВМОРО, при избухването на Балканската война в 1912 година е доброволец в Македоно-одринското опълчение и се сражава в четата на Стамен Темелков и 2-а рота на 13-а кукушка дружина.
По случай 15-ата годишнина от Илинденско-Преображенското въстание, през Първата световна война е награден с народен орден „За военна заслуга“ VІ степен за заслуги към постигане на българския идеал в Македония.